# ملانا صفي
ملانا صفي هي قرية في مقاطعة أصفهان، إيران. يقدر عدد سكانها بـ 0 نسمة بحسب إحصاء 2016.